# 창덕궁 측우대
창덕궁 측우대(昌德宮測雨臺)는 본래 창덕궁 금문원(檎文院)에 설치되었던 측우대로, 직경 16.2cm, 길이 4.3cm의 구멍이 파여 그 안에 측우기를 앉혀 놓게 되어 있는 대(臺)이다. 1985년 8월 9일 대한민국의 보물로 지정되었다.

## 역사
본래 창덕궁 금문원(檎文院)에 설치되었다가 1920년경 경성박물관 앞 계단으로 옮겨 전시하였다가, 6·25전쟁 때 측우기는 없어지고 측우대만 남아 창경궁 명정전(明政殿) 뒤에 전시되었다. 이후 1960년 말에 세종대왕 기념관으로 옮겼다가 1970년 후반에 영능 전시관으로 옮겼고, 현재는 서울특별시 중구 궁중유물전시관에 전시하고 있다.

## 명문
자체에 새겨진 명문을 보면, 조선 정조 6년(1782년) 6월과 7월 사이에 계속된 가뭄에 비가 오기를 기원하고 기다리며 이를 제작하였다고 하는 내용이 기술되어 있다. 명문은 심염조(沈念祖)가 찬(撰)하고 정지검(鄭志儉)이 썼다.

## 측우대
측우대 는 내린 비의 양을 재는 철제의 측우기를 올려놓던 대를 말한다. 우리 나라에서는 조선 세종 때에 측우기를 만들어, 이전까지 땅에 스며든 물의 양을 측정하는 비과학적인 방법을 개선하였다. 즉 표준화된 측우기를 통하여 강수량을 계량적으로 측정하였고, 측우기를 전국적으로 보급하여 강수량을 전국 단위로 기록하였다.
세종 때부터 본격화된 측우기의 제작과 보급은 임진왜란을 겪으면서 주춤하였다가, 조선 후기의 영조 때에 다시 활발하게 이루어진다.

## 사진

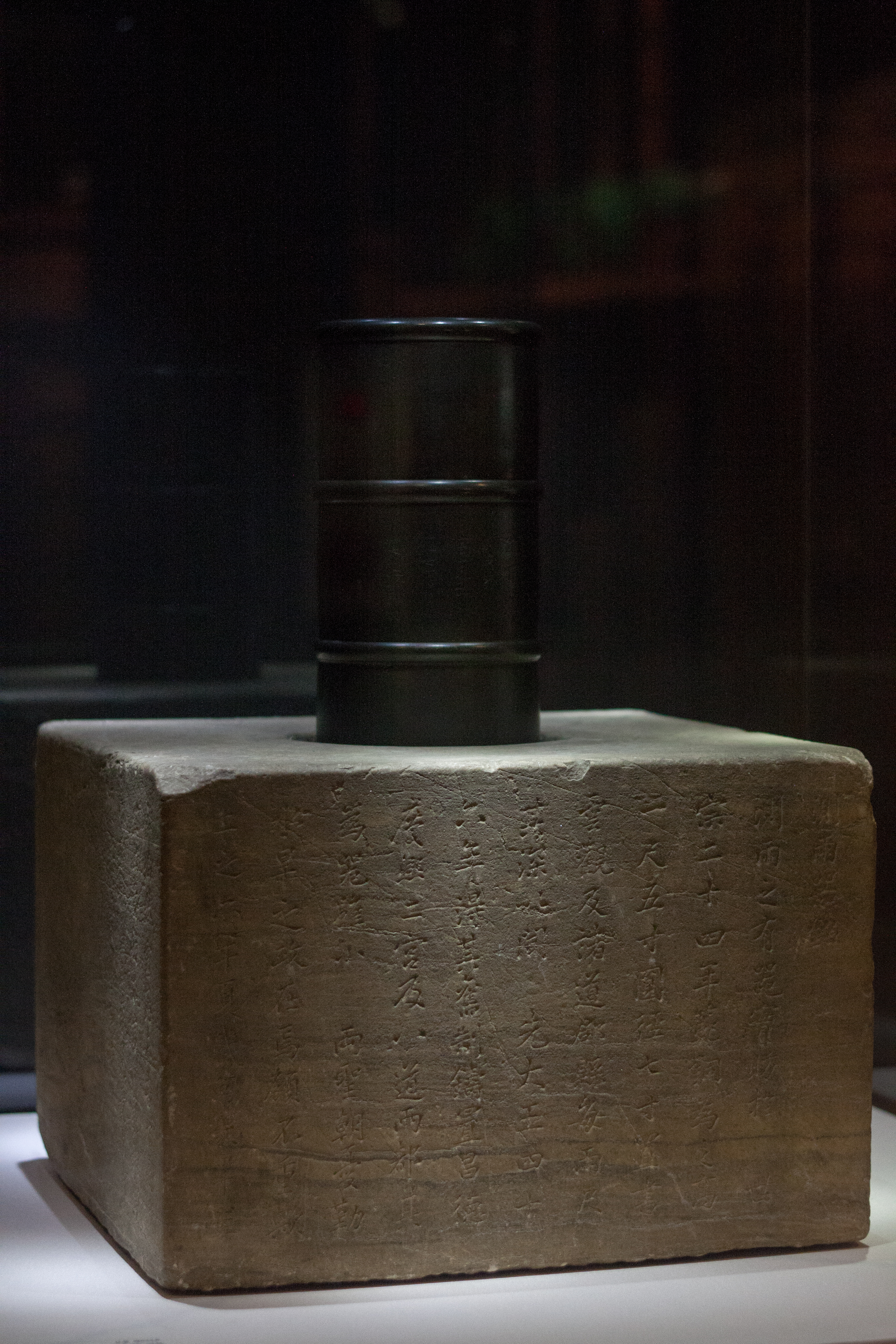

## 참고 자료
- 창덕궁 측우대 - 국가유산청 국가유산포털
- 이 문서에는 다음커뮤니케이션(현 카카오)에서 GFDL 또는 CC-SA 라이선스로 배포한 글로벌 세계대백과사전의 내용을 기초로 작성된 글이 포함되어 있습니다.
- 본 문서에는 서울특별시에서 지식공유 프로젝트를 통해 퍼블릭 도메인으로 공개한 저작물을 기초로 작성된 내용이 포함되어 있습니다.